# Laura Bell Bundy

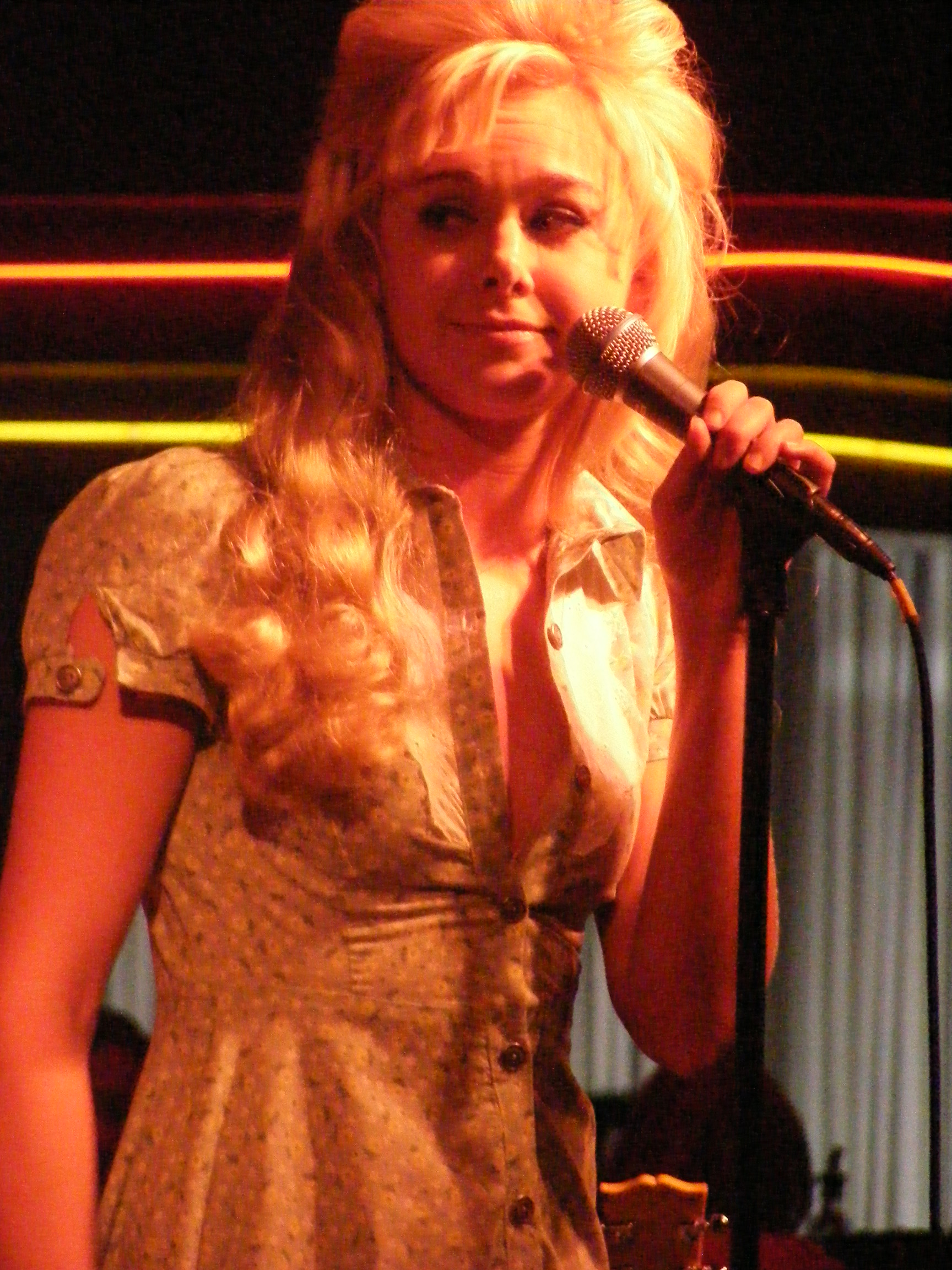
Laura Bundy en Birdland, julio de 2007

Laura Ashley Bell Bundy (Euclid, Ohio; 10 de abril de 1981) es una cantante y actriz estadounidense. Sus papeles más conocidos de Broadway son Amber Von Tussle en Hairspray y Elle Woods en el musical de Legally Blonde. Interpretó a la joven Sara en la película Jumanji en 1995. En años recientes, trabajó en cintas como Pure Country Pure Heart (2017), La lista de al carajo (2020) y series como The Guest Book (2017) y The Fairly Oddparents: Fairly Odder (2022). Firmó con Mercury Records Nashville y lanzó su primera canción de música country ("Giddy On Up"), a principios de 2010. El segundo sencillo del álbum, "Drop on By", fue lanzado a la radio del país el 9 de agosto de 2010.
Laura ha realizado giras por todo el mundo desde 2010. Compuso cientos de canciones para EMI/Sony (2009-2016), incluyendo su álbum de Universal Records, "Achin' & Shakin'", que debutó en la lista Top 5 de música country de Billboard y obtuvo un disco de oro en Noruega. Fue nominada a los premios CMT a Mejor Video Revelación por "Giddy On Up". Su álbum "Another Piece Of Me" de Big Machine recibió excelentes críticas en 2015, con cuatro videos musicales escritos, dirigidos y producidos por Bundy. Su música ha aparecido en varios videojuegos, como Just Dance 3, Just Dance Now y Guitar Hero.

## Discografía

### Álbumes de estudio
- Longing for a Place Already Gone (2007)
- I'll Be Home for Christmas (2007)
- Achin' and Shakin' (2010)
- Live at Jazzfest 2013 (2013)

### Sencillos
- "Giddy On Up" (2010)
- "Drop On By" (2010)
- "That's What Angels Do" (2012)
- "Two Step" (2013)
- "Get It Girl, You Go" (2020)

### Videos musicales
| Año  | Video                      | Director(es)                 |
| ---- | -------------------------- | ---------------------------- |
| 2010 | "Giddy On Up"              | Shane Drake                  |
| 2010 | "Drop On By"               | Kristin Barlowe              |
| 2012 | "That's What Angels Do"    | Laura Bell Bundy/Becky Fluke |
| 2013 | "Two Step" (con Colt Ford) | Laura Bell Bundy/Becky Fluke |
| 2013 | "Kentucky Dirty"           | Laura Bell Bundy/Becky Fluke |

## Filmografía

### Cine
| Año  | Título                                           | Rol                 | Notas                    |
| ---- | ------------------------------------------------ | ------------------- | ------------------------ |
| 1993 | The Adventures of Huck Finn                      | Susan Wilks         | como Laura Bundy         |
| 1993 | Life with Mikey                                  | Courtney Aspinall   | como Laura Bundy         |
| 1995 | Jumanji                                          | Young Sarah Whittle |                          |
| 1998 | Strangers with Candy: Retardation, A Celebration | Kimberly Timothy    | como Laura Bundy         |
| 2003 | All Grown Up                                     | Brenda              | Película para televisión |
| 2006 | Dirtbags                                         | Meg                 | Película para televisión |
| 2006 | Surf School                                      | Doris               |                          |
| 2006 | Dreamgirls                                       | Sweetheart          |                          |
| 2007 | Legally Blonde: The Musical                      | Elle Woods          | Broadway                 |
| 2008 | The Drum Beats Twice                             | Peggy               | como Laura Bundy         |
| 2011 | Hound Dogs                                       | Ginger Ledoux       | Película para televisión |
| 2011 | To the Mat                                       | Janice              | Película para televisión |
| 2013 | Watercolor Postcards                             | Sonny               |                          |
| 2013 | Dear Dumb Diary                                  | Aunt Carol          | Película para televisión |

### Televisión
| Año          | Título                               | Rol               | Notas            |
| ------------ | ------------------------------------ | ----------------- | ---------------- |
| 1996         | Home Improvement                     | Sharon            | 1 episodio       |
| 1999         | Guiding Light                        | Marah Lewis       | 1999–2001        |
| 2005         | Veronica Mars                        | Julie Bloch       | 1 episodio       |
| 2006         | Cold Case                            | Nora McCarthy     | 1 episodio       |
| 2006         | Modern Men                           | Tyffani           | 1 episodio       |
| 2008         | Happy Hour                           | Alicia            | 1 episodio       |
| 2010–2014    | How I Met Your Mother                | Becky             | 5 episodios      |
| 2010         | Kathy Griffin: My Life on the D-List | Herself           | 1 episodio       |
| 2011         | Trailer Trash                        | Peggy Sue         | 1 episodio       |
| 2012–present | Hart of Dixie                        | Shelby            | Rol recurrente   |
| 2013         | Malibu Country                       | Shauna            | 1 episodio       |
| 2013–2014    | Anger Management                     | Dr. Jordan Denby  | 4 y 5 temporadas |
| 2013         | To Appomattox                        | Abby Dunlap       | 4 episodios      |
| 2017         | Liv y Maddie                         | Tracey Okahatchee | 1 episodio       |